# سارة توماس (لاعبة كرة الريشة)
سارة توماس (بالإنجليزية: Sarah Thomas)‏ هي لاعبة كرة الريشة بريطانية، ولدت في 17 أكتوبر 1992 في كارديف في المملكة المتحدة.

## وصلات خارجية
- سارة توماس على موقع BWF.tournamentsoftware.com (الإنجليزية)
- سارة توماس على موقع BWFbadminton.com (الإنجليزية)
- سارة توماس على موقع اتحاد ألعاب الكومنولث (مؤرشف) (الإنجليزية)